# Tiago Santiago
Tiago Santiago (Rio de Janeiro, 24 de abril de 1963) é um autor, escritor, diretor e ex-ator brasileiro.

## Biografia
Em 1977 estreou no teatro como ator, ao lado de Dina Sfat, com direção de Paulo José, como o Menino, na peça Seis Personagens à Procura de Autor, de Pirandello, no Teatro Copacabana. Em 1978 ganhou bolsa de estudos para estudar no Atlantic College, no Reino Unido, colégio pertencente a United World College Association. Em 1979 estagiou no Tythe Barn de Llantwit Major, no Reino Unido. Diplomado em 1980, regressou ao Brasil. A partir de 1983, trabalhou no teatro com nomes como Maria Clara Machado, Carlos Wilson, Marília Pêra e Domingos de Oliveira, entre outros.

## Carreira
Ainda como ator, de 1982 a 1984, fez participações em programas nos TV Globo Caso Verdade, Quarta Nobre e na telenovela Livre para Voar, de Walter Negrão, com direção de Wolf Maya. Estreou como autor com a peça A Fonte da Eterna Juventude, em 1985, com direção de Domingos de Oliveira, estrelando Paulo José, Cássia Kiss, Cláudio Marzo e grande elenco, no Teatro Gláucio Gill, em Copacabana. Em 1986, foi indicado como autor-revelação por O Rei Mago, publicado com o título Auto do Rei, nos Cadernos de Teatro do Tablado nº 106. Em 1987, formou-se bacharel em Ciências Sociais pela Universidade Federal do Rio de Janeiro. Em 1988 dirigiu Débora Duarte e Stepan Nercessian no espetáculo Vida de Artista, de Paulo César Coutinho, em parceria com o próprio.
Em 1990, escreveu seu primeiro trabalho como roteirista de televisão, a minissérie O Guru, exibida em cinco capítulos no Programa Teletema, às 17h, na TV Globo. Ainda neste ano, cursou a Oficina de Autores Roteiristas da TV Globo. Em 1991, foi um dos escritores da telenovela Vamp, da TV Globo, com direção de Jorge Fernando, redigindo dois capítulos por semana, em colaboração com Antonio Calmon. Em 1992, concluiu mestrado em Sociologia na UFRJ, com a dissertação de tese A Descoberta Portuguesa da África, publicada com o título Crônicas da África – de Cadamosto a Camões. Ainda em 1992, escreveu adaptação de Brida, de Paulo Coelho, para o teatro, com encenação de Luiz Carlos Maciel, estrelado por Carlos Vereza e Ítala Nandi, entre outros. Em 1993, colaborou na telenovela Olho no Olho, da TV Globo, com direção de Ricardo Waddington, também em colaboração com Antonio Calmon. Ainda em 1993, dirigiu Ítala Nandi em Tiradentes, de Flavia Maggioli.
Em 1994, entrou para a equipe de roteiristas do Você Decide. Escreveu cinqüenta roteiros exibidos no programa durante os anos seguintes. No mesmo ano, publicou Francisco (Ed.Record/Nova Era). Em 1995, ganhou Bolsa da RioArte para desenvolvimento de projeto de artes cênicas, Caramuru, que posteriormente se transformou em roteiro e livro (no prelo). No mesmo ano, ganhou patrocínio da Coca-Cola para encenação de Quatro Formas de Amar, com direção de Rogério Fabiano. Em 1996, tornou-se coordenador de roteiros do Você Decide, da TV Globo, função que ocupou até 1998. Ainda em 1996, sua peça Francisco, adaptada do livro de mesmo nome, foi encenada no Centro Cultural do Banco do Brasil, no Rio de Janeiro, com Du Moscovis, Bianca Byington e grande elenco, com direção de Márcio Aurélio. Foi premiado com Melhor Roteiro de Longa-Metragem pelo MinC, em 1997, por Aventuras de Caramuru. Ainda em 1998, escreveu Amor de Poeta, sobre a vida do poeta Castro Alves, espetáculo laureado, com patrocínio cultural de Coca-Cola.
Em 1999, ajudou a implantar o programa Linha Direta, roteirizando nove dos primeiros onze programas exibidos. Em 2000, foi um dos escritores da telenovela Uga Uga, com direção de Wolf Maya, em colaboração com Carlos Lombardi. Em 2001, foi um dos autores da sinopse de Malhação – Múltipla Escolha, em parceria com Andréa Maltarolli e outros. Neste mesmo ano, também escreveu o roteiro de História de Carnaval para o programa Brava Gente. Em 2002 foi um dos escritores da minissérie O Quinto dos Infernos, em colaboração com Carlos Lombardi. Ainda em 2002, sua peça Quatro Amores percorreu turnê pelo interior do estado do Rio, com Roger Gobeth, Renata Dominguez, Tiago Armani e Ludmila Dayer. Em 2003, colaborou mais uma vez com Carlos Lombardi na telenovela Kubanacan. Esta foi sua última telenovela como colaborador. Nos anos seguintes, desenvolveu trabalho como autor titular na TV Record. Foi durante anos membro do júri do Prêmio Shell de Teatro. Também participou do júri de teatro do Caderno B do Jornal do Brasil. Foi, durante anos, professor de televisão no curso de formação de atores da Faculdade da Cidade.
Com patrocínio da CNPQ e ANBIO, escreveu a peça DNA – Nossa Comédia, que fez turnê pelo Brasil em 2004, com direção de Bibi Ferreira, estrelando Werner Schunemann, Ittala Nandi, Othon Bastos, Cláudia Alencar, Rita Guedes e grande elenco. No mesmo ano escreveu sua primeira telenovela como autor titular, a nova versão de A Escrava Isaura, na TV Record, dirigida por Herval Rossano. A telenovela se tornou mais uma vez um grande sucesso internacional e foi vendida e exibida em dezenas de países. No mesmo ano, foi contratado como consultor da Record para assuntos de teledramaturgia, ajudando desde então a emissora a criar seu bem sucedido núcleo de produção de telenovelas, opinando e ajudando a escolher as obras que vão ao ar. Em 2005 escreveu Prova de Amor, sua segunda telenovela na Record, dirigida por Alexandre Avancini. Idealizou e conduziu o concurso de Novos Autores da Record, que incentivou e deu prêmios e menções honrosas a setenta roteiristas.
Em 2006 foi supervisor de Bicho do Mato, telenovela de Cristianne Fridman e Bosco Brasil, inspirada na obra homônima de Chico de Assis. Em 2007, escreveu Caminhos do Coração, telenovela das 22h da Record e, em 2008 escreveu Os Mutantes - Caminhos do Coração. Em 2009, escreveu a terceira temporada da novela, Promessas de Amor. Em 2009, foi contratado por 4 anos pelo SBT com a missão de construir um núcleo de teledramaturgia como ajudou a criar na Rede Record. Na emissora em 2010, escreveu o remake de Uma Rosa com Amor, originalmente escrito por Vicente Sesso. Inicialmente a novela não teve um bom rendimento no início, no término foi ganhando mais aceitação do público. Em 2011, escreveu sua segunda novela no SBT, Amor e Revolução com 204 episódios. Por conta do investimento por parte da emissora, a telenovela não teve uma audiência considerável. Em 2012 anunciou o título provisório da minissérie Ela Tem Um Gênio e da novela que produz atualmente, O Super Poder do Amor. que já possui mais de 60 capítulos escritos. A telenovela possui como tema pessoas com poderes sobrenaturais que mescla com o humor. Com o contrato sendo encerrado em julho de 2013, para que o projeto fosse exibido no SBT, a emissora teria de renovar o contrato do autor, mas isso não ocorreu. Em 2014, produziu a série Na Mira do Crime.

## Vida pessoal
É filho da professora de teatro Helena Xavier e do administrador Aresky Santiago, além de primo de segundo grau dos atores Ricky Tavares e Juliana Xavier, a quem considera como sobrinhos pela diferença de idade. Em 2004 começou a namorar a atriz Lígia Fagundes, com quem foi casado entre 2007 e 2011 e teve um único filho, João Lucas  Santiago Fagundes, nascido em 10 de janeiro de 2008. Após divergências conjugais, o casal divorciou-se. Em 12 de junho de 2018, Tiago assumiu sua relação com o chef de cozinha Davi Stepurski. Em agosto do mesmo ano, se casou com ele, vindo a se separar após um ano de casamento, em agosto de 2019.

## Filmografia

### Telenovelas

#### Como autor
| Ano       | Título                | Emissora  | Escalação           | Autor principal                   |
| --------- | --------------------- | --------- | ------------------- | --------------------------------- |
| 1991      | Vamp                  | TVGlobo   | Colaborador         | Antônio Calmon                    |
| 1993      | Olho no Olho          | TVGlobo   | Colaborador         | Antônio Calmon                    |
| 1994–1998 | Você Decide           | TVGlobo   | Roteirista          |                                   |
| 1999      | Linha Direta          | TVGlobo   | Roteirista          |                                   |
| 2000      | Brava Gente           | TVGlobo   | Roteirista          |                                   |
| 2000      | Uga Uga               | TVGlobo   | Colaborador         | Carlos Lombardi                   |
| 2001      | Malhação              | TVGlobo   | Colaborador         | Andréa Maltarolli                 |
| 2002      | O Quinto dos Infernos | TVGlobo   | Colaborador         | Carlos Lombardi                   |
| 2003      | Kubanacan             | TVGlobo   | Colaborador         | Carlos Lombardi                   |
| 2004      | A Escrava Isaura      | Record TV | Autor principal     |                                   |
| 2005      | Prova de Amor         | Record TV | Autor principal     |                                   |
| 2006      | Bicho do Mato         | Record TV | Supervisor de texto | Cristianne Fridman e Bosco Brasil |
| 2007      | Caminhos do Coração   | Record TV | Autor principal     |                                   |
| 2008      | Os Mutantes           | Record TV | Autor principal     |                                   |
| 2009      | Promessas de Amor     | Record TV | Autor principal     |                                   |
| 2010      | Uma Rosa com Amor     | SBT       | Autor principal     |                                   |
| 2011      | Amor e Revolução      | SBT       | Autor principal     |                                   |
| 2015      | Na Mira do Crime      | Record TV | Autor principal     |                                   |

#### Como ator
| Ano  | Título          | Personagem            | Notas                            |
| ---- | --------------- | --------------------- | -------------------------------- |
| 1983 | Caso Verdade    | Marquinhos            | Episódio: "História de Pescador" |
| 1983 | Quarta Nobre    | Rodrigo               | Episódio: "Ivana"                |
| 1984 | Livre para Voar | Joaquim Aguiar (Quim) |                                  |
| 1995 | Você Decide     | Giovani               | Episódio: "Perigo Ambulante"     |
| 2009 | Chamas da Vida  | Mendigo               | Episódio: "16 de outubro"        |

### Cinema
| Ano  | Título     | Escalação       |
| ---- | ---------- | --------------- |
| 2018 | Possessões | Autor e diretor |

### Internet
| Ano  | Título         | Escalação       |
| ---- | -------------- | --------------- |
| 2017 | Super Crianças | Autor principal |

### Livro
2021 - Os Caminhos do Mago

## Prêmios
Recebeu em 2005 o prêmio da Associação Paulista de Críticos de Arte de melhor artista revelação por seu trabalho em Escrava Isaura e Prova de Amor.